# Félix Fénéon

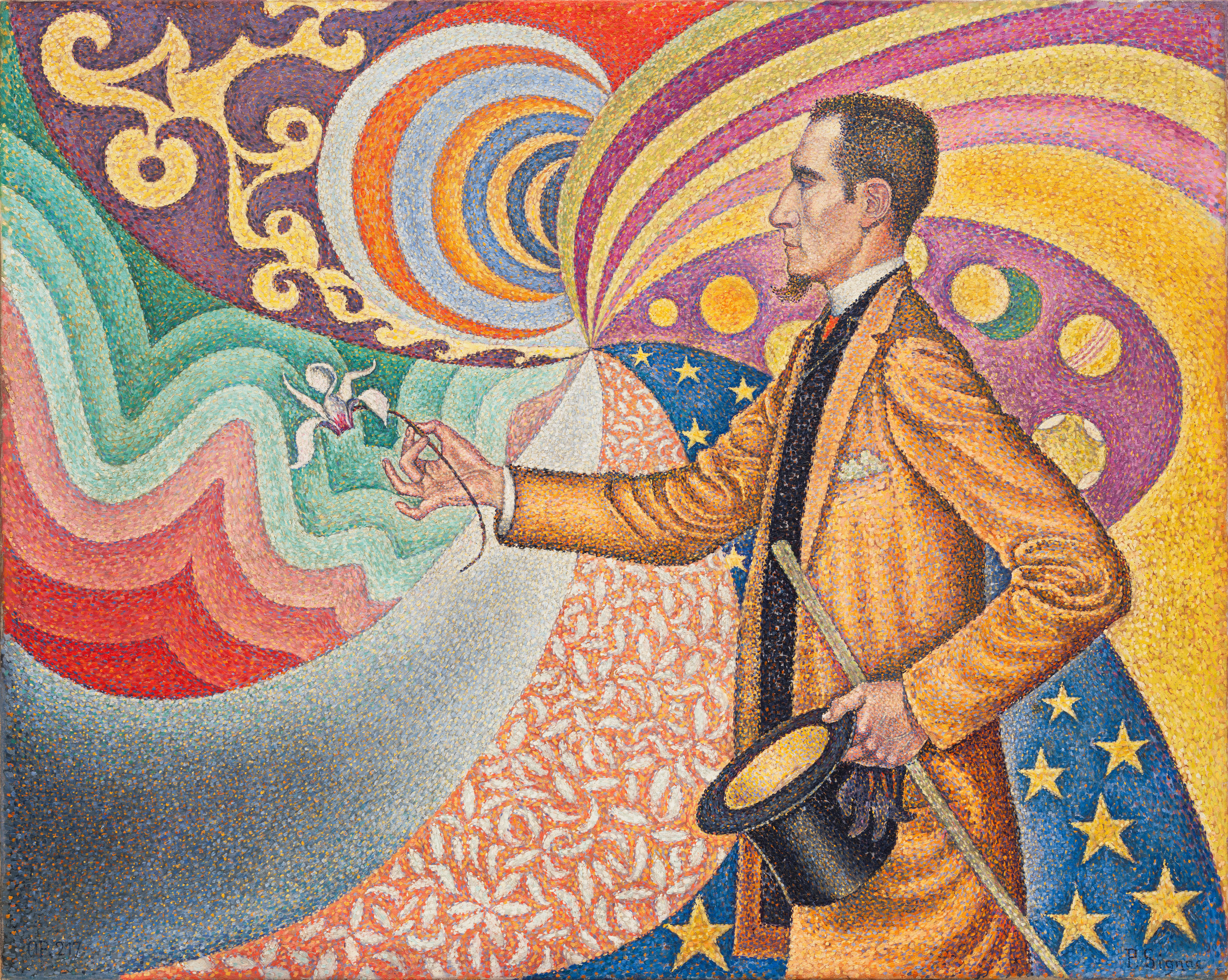
Ritratto di Félix Fénéon
Paul Signac, olio su tela, 1890 (MoMA, New York).

Félix Fénéon (Torino, 22 giugno 1861 – Châtenay-Malabry, 29 febbraio 1944) è stato un giornalista francese, anarchico, direttore di riviste e critico letterario ed artistico.

## Biografia
Nacque in Italia in una famiglia di origine franco-svizzera.
Se poco noti sono i suoi passi di formazione culturale fino al suo ingresso al Ministero della Guerra a Parigi nel 1881, dove si mise in evidenza per il suo uso corretto della lingua, di certo si conosce la sua appartenenza al gruppo simbolista già dal 1884, la fondazione del periodico di avanguardia La Revue indépendante, la direzione nel decennio a cavallo di fine secolo della rivista Revue Blanche, la sua firma sui quotidiani Le Matin e Le Figaro, l'attività redazionale sulle riviste La Vogue, La Revue moderniste, Le Symboliste, La Cravache, La Plume, Le Chat noir, Entretiens politiques et littéraires, Francis Vielé-Griffin, Le Père Peinard, l'attività di direttore editoriale e di mercante di quadri, la difesa di Dreyfus durante il caso Dreyfus, il manifesto de L'Aurore stampato il 14 gennaio 1898, la direzione artistica di gallerie d'arte quali la Bernheim-jeune. Aderì al movimento anarchico già dal 1886 e nel 1894 subì un processo con l'accusa di aver compiuto un attentato dinamitardo, dal quale ne uscì completamente scagionato.
Durante la sua vita non scrisse neppure un saggio e quindi si conobbe la sua attività di critico solamente quattro anni dopo la sua morte, quando Jean Paulhan pubblicò il saggio intitolato Félix Fénéon ou Le Critique. Geniale quanto misterioso, venne giudicato dal Paulhan l'unico vero critico letterario ed artistico che la Francia abbia mai avuto, meritando l'accostamento alle opere di Gérard de Nerval. Infatti fu praticamente il primo critico a scoprire, analizzare ed a rivalutare le opere di Verlaine, Proust, Claudel, Joyce, Jarry, Mallarmé, Apollinaire, Rimbaud.
Nel 1906 scrisse per il quotidiano Le Matin, senza mai firmarli, 1500 romanzi, formati da tre righe ciascuno e ispirati prevalentemente a fatti di cronaca come spunti per una breve elaborazione dell'autore, di un gusto spesso cinico e ironico.
Fu uno degli scopritori dei postimpressionisti, tra i quali lanciò Van Gogh, Gauguin, Cézanne e Maximilien Luce.
Aderì al movimento comunista e all'Internazionale socialista dopo la Rivoluzione bolscevica di ottobre del 1917; ma rimase disgustato dalla strage degli anarchici in Unione Sovietica.
Il premio Prix Fénéon, letterario ed artistico, istituito nel 1949 dalla vedova di Fénéon, Fanny Goubaux, tende a rivalutare artisti poco noti ma meritevoli di attenzione.

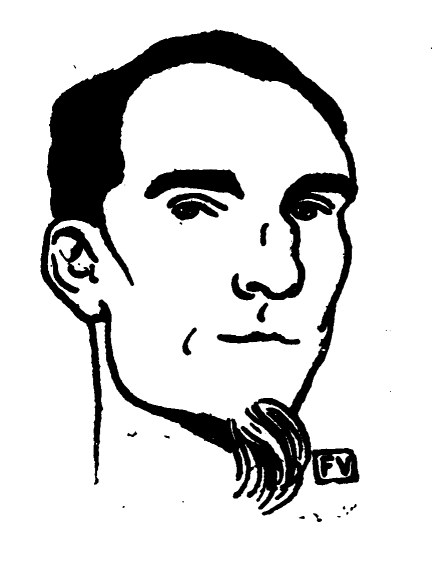
Ritratto di Félix Fénéon eseguito da Félix Vallotton per Le Livre des masques di Remy de Gourmont (vol. II, 1898).

## Opere principali
- Les Impressionnistes en 1886, pubblicato in Italia con il titolo: Al di là dell'Impressionismo, Roma, Castelvecchi, 2015.
- Œuvres, prefazione di Jean Paulhan, Parigi, Gallimard, 1948.
- Œuvres plus que complètes, prefazione di Joan U. Halperin, Librairie Droz, 1970.
- Nouvelles en trois lignes, Macula, Parigi, 1990 Le Mercure de France (2 volumes); edizione italiana: Cento novelle in tre righe, traduzione di Barbara Meazzi, Imola, Babbomorto editore, 2020.
- Raccolta dei "romanzi", pubblicata in Italia con il titolo : Félix Fénéon, "Romanzi in tre righe", Adelphi, 2009
- Correspondance de Fanny & Félix Fénéon avec Maximilien Luce, Tusson, du Lérot, 2001.
- Le Procès des Trente, Histoires littéraires & du Lérot, 2004.
- Correspondance de Stéphane Mallarmé et Félix Fénéon, Maurice Imbert, du Lérot, 2007.
- Correspondance John Gray et Félix Fénéon, Maurice Imbert, du Lérot, 2010.